# Kapistes

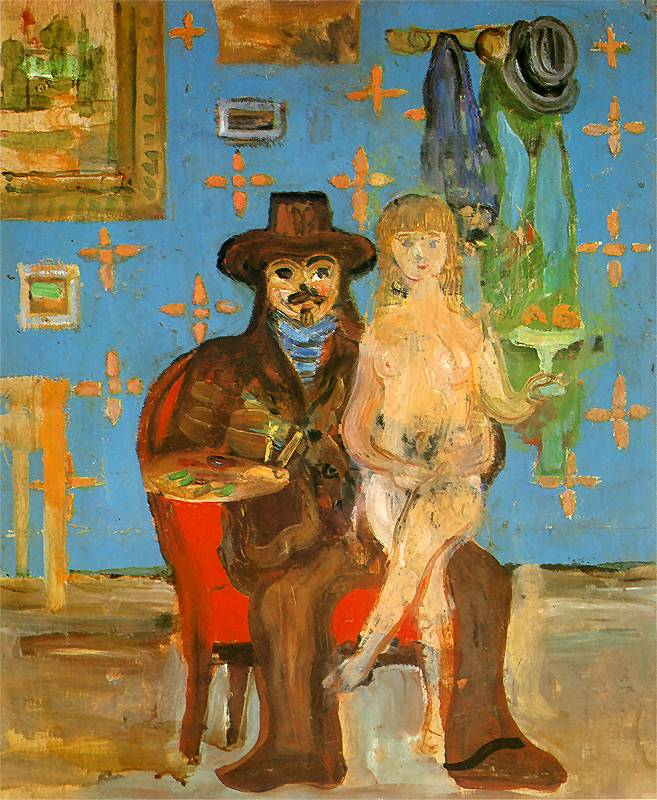
Peintre et modèle par Zygmunt Waliszewski

Les Kapistes (en polonais : Kapiści) également connus sous le nom de Coloristes, sont un groupe de peintres polonais des années 1930 qui dominaient le paysage artistique polonais de l'époque. Contrairement aux traditions romantiques polonaises, les Kapistes soulignaient l'indépendance de l'art de toute tradition historique, symbolisme ou influences de la littérature et de l'histoire. Ils se sont formés autour de Józef Pankiewicz et ont été fortement influencés par les postimpressionnistes français.
Le nom du mouvement est dérivé du nom complet du Comité de Paris, ou Comité de Paris de secours aux étudiants partant pour des études artistiques en France (polonais : Komitet Paryskiej Pomocy dla Wyjeżdżających Studentów na Studia Malarskie do Francji). Outre Pankiewicz, parmi les kapistes les plus connus figurent Jan Cybis (en), Józef Czapski, Józef Jarema, Artur Nacht-Samborski, Eugeniusz Geppert (en), Piotr Potworowski, Hanna Rudzka (en) et Zygmunt Waliszewski (en). 
En 1930, les Kapistes organisent une exposition à la Galerie Zak à Paris et en 1931 une autre exposition à la Galerie Moos à Genève.